# Мийзакюла (Каарма)
Ми́йзакюла (ест. Mõisaküla) — село в Естонії до грудня 2014 року, входило до складу колишньої волості  Каарма повіту Сааремаа.

## Населення
Чисельність населення на 31 грудня 2011 року становила 59 осіб.

## Історія
У грудні 2014 року в процесі утворення нової волості Ляене-Сааре село було ліквідовано, а його територія приєднана до села Тагула.